# Skattesänkning
En skattesänkning är en minskning av skattesatsen. De omedelbara effekterna av en skattesänkning är en minskning av regeringens reala inkomst och en ökning av realinkomsten för dem vars skattesatser har sänkts.